# Bibliothèques municipales de Genève
Les bibliothèques municipales de Genève ou bibliothèques municipales de la ville de Genève regroupent les bibliothèques publiques gérées par la ville de Genève en Suisse.

## Historique
La bibliothèque circulante — car elle permet d'emprunter des livres à domicile — de la Ville de Genève est fondée en septembre 1843 dans les locaux du collège Calvin qu'elle partage alors avec la bibliothèque publique ; toutes deux se déplacent aux Bastions en 1872 et une nouvelle succursale est ouverte aux Pâquis en 1880. Son succès entraîne un déplacement successif de la succursale des Bastions vers le Bourg-de-Four, la place de la Synagogue puis la place de la Madeleine dès 1924.
La fusion des communes de Genève, des Eaux-Vives, du Petit-Saconnex et de Plainpalais entraîne l'ajout au réseau des bibliothèques du Petit-Saconnex et de Plainpalais. Le 22 octobre 1931, à l'initiative d'André Oltramare et Hélène Rivier, une bibliothèque moderne — offrant pour la première fois en Suisse la gratuité du service et un libre accès aux livres — est ouverte à la Madeleine.

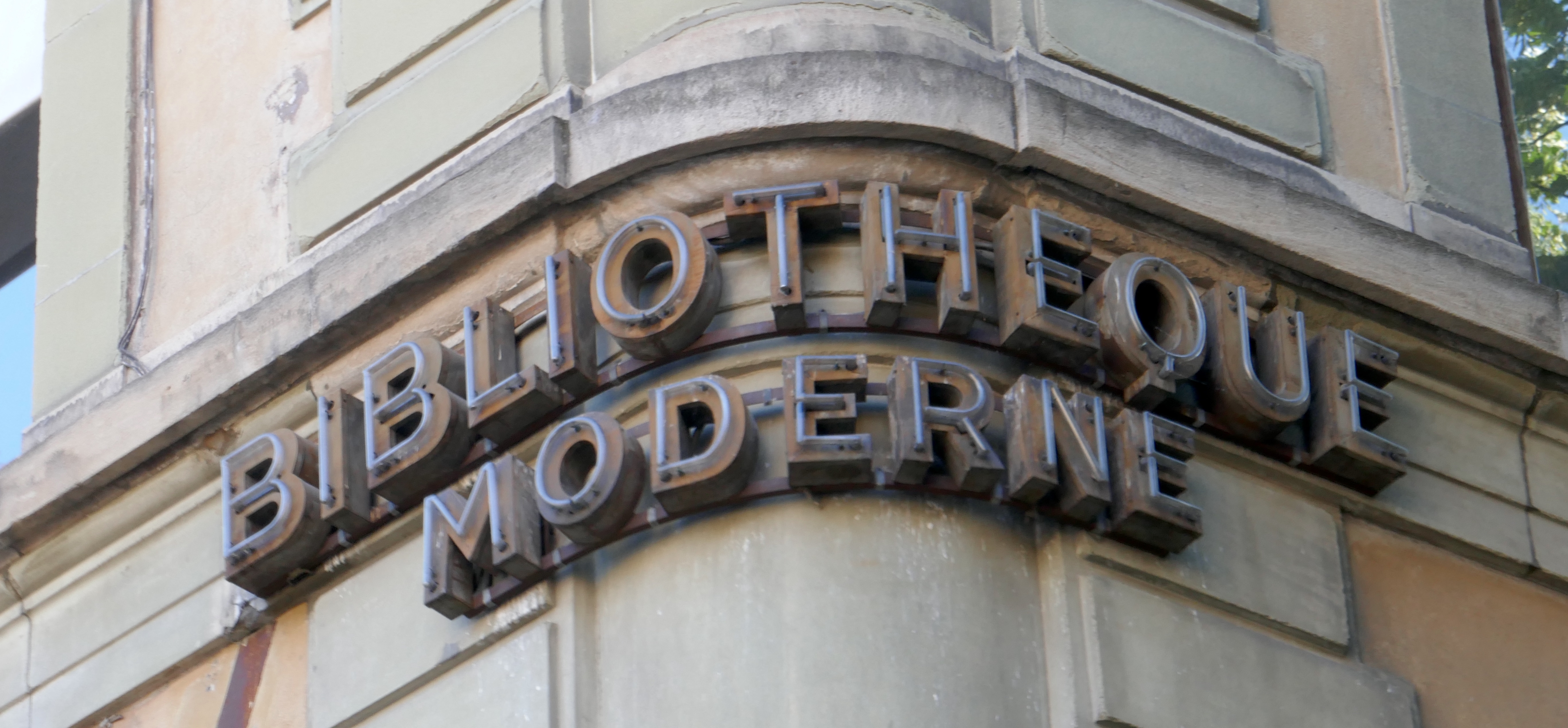
Bibliothèque moderne, à la Madeleine.

Les bibliothèques municipales de Genève sont créées en 1941 de la fusion de la bibliothèque circulante et de la bibliothèque moderne et Rivier en prend la direction. Le réseau compte alors une bibliothèque centrale (La Madeleine dans le quartier de la Cité installée en 1931 dans une école désaffectée) et quatre autres sites (La Servette, Les Pâquis, Plainpalais et Les Crêts). D'autres établissements s'ajoutent progressivement : hôpital cantonal en 1949, prison de Saint-Antoine en octobre 1951 (transférée ensuite à la prison de Champ-Dollon en juin 1977), clinique de psychiatrie de Bel-Air en 1959, Les Minoteries le 27 juin 1977 et Les Eaux-Vives le 11 septembre 1990,. Deux discothèques municipales s'ajoutent aux Minoteries le 12 mars 1979 et à Vieusseux en 1985,. Un service de bibliobus est lancé le 5 février 1962. Par ailleurs, un service des bibliothèques scolaires existe de 1961 à décembre 1981, avant d'être rattaché aux autorités du canton de Genève, et un Centre de documentation d'éducation physique et de sport y est rattaché en janvier 1991.

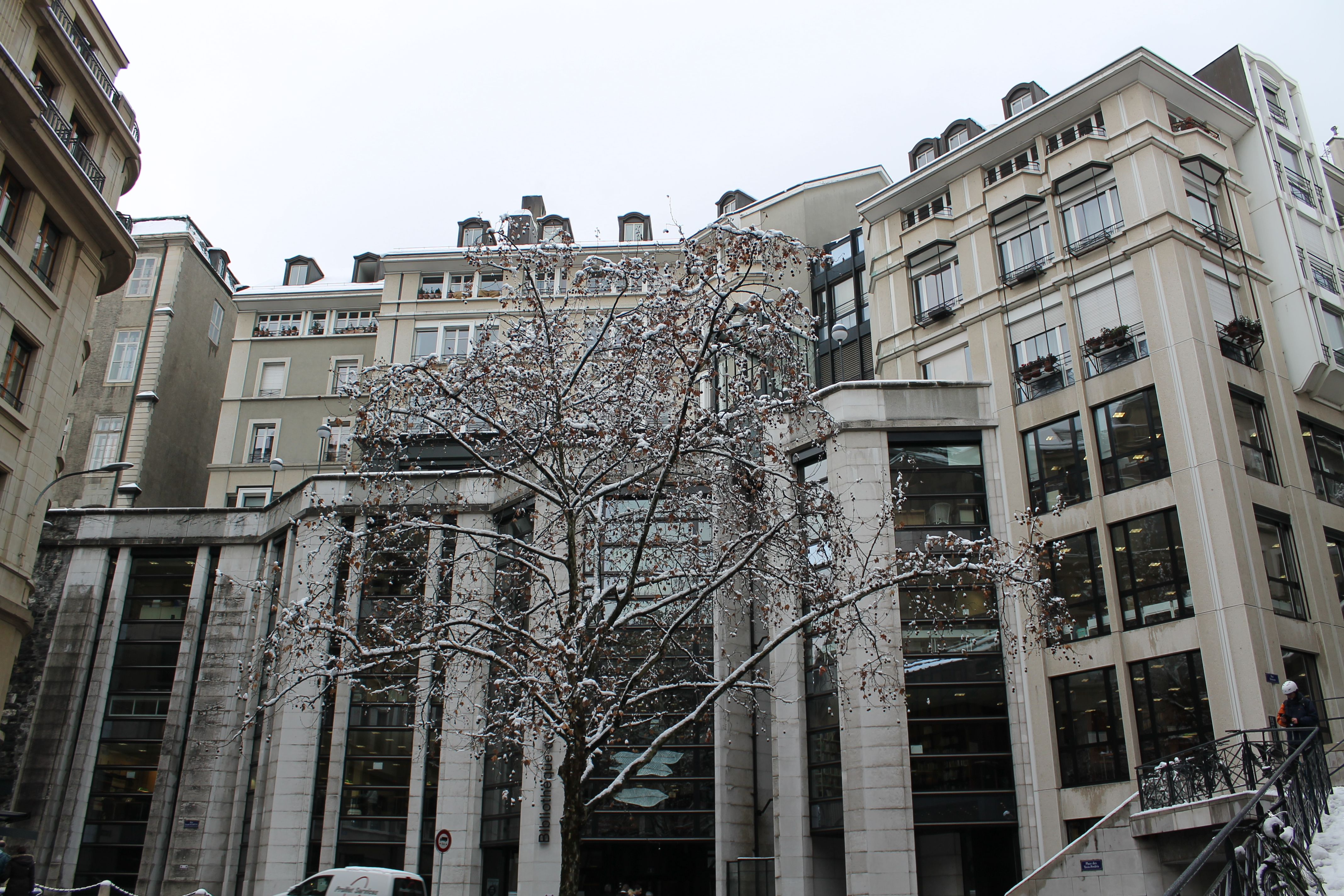
Bibliothèque de la Cité.

La bibliothèque de la Madeleine devenue trop petite est remplacée par la bibliothèque de la Cité, œuvre des architectes Pierre Delacombaz et Bernard Erbeia, dès son inauguration le 13 mai 1991 par les conseillers administratifs Jacqueline Burnand et René Emmenegger. S'étendant sur 5 000 m2, soit un espace cinq fois plus grand qu'à la Madeleine et comprenant une médiathèque à partir du 21 septembre 1992, elle est alors considérée comme la plus grande bibliothèque de lecture publique de Suisse.
En 1997, les bibliothèques de l'hôpital cantonal et de la clinique psychiatrique ferment alors que celle des Pâquis est touchée par un incendie. Une nouvelle bibliothèque ouvre au public dans le quartier de Saint-Jean en mai 2001. Située sur la couverture des voies de chemin de fer, elle a été construite par le bureau d'architectes genevois Baillif-Loponte & Associés SA. Par la suite, les discothèques de Vieusseux et des Minoteries ferment en 2014-2015 et leurs collections sont regroupées à la bibliothèque de la Cité après des travaux de rénovation. La bibliothèque des Minoteries fait l'objet de travaux de rénovation en 2017-2018.

## Réseau
En 2017, elles abritent 663 155 documents sur un réseau de sept bibliothèques couvrant une superficie totale de 6 998 m2 :
| Nom                         | Adresse                    | Géolocalisation             |
| --------------------------- | -------------------------- | --------------------------- |
| Bibliothèque de la Cité     | 5, place des Trois-Perdrix | 46° 12′ 10″ N, 6° 08′ 42″ E |
| Bibliothèque de la Servette | 9, rue Veyrassat           | 46° 12′ 46″ N, 6° 07′ 51″ E |
| Bibliothèque des Pâquis     | 17, rue du Môle            | 46° 12′ 46″ N, 6° 08′ 51″ E |
| Bibliothèque de la Jonction | 22, boulevard Carl-Vogt    | 46° 12′ 00″ N, 6° 07′ 55″ E |
| Bibliothèque des Eaux-Vives | 2, rue Sillem              | 46° 12′ 18″ N, 6° 09′ 43″ E |
| Bibliothèque de Saint-Jean  | 19, avenue des Tilleuls    | 46° 12′ 21″ N, 6° 07′ 37″ E |
| Bibliothèque des Minoteries | 3-5, parc des Minoteries   | 46° 11′ 27″ N, 6° 08′ 34″ E |

Le réseau compte également un espace consacré au sport, un service de quatre bibliobus et un bus spécifiquement équipé pour la médiation (Mobithèque).

## Directeurs et directrices
- 1941-1966 : Hélène Rivier[18]
- 1966-1976 : Janine Brunet[18],[11]
- 1976-1988 : Roberte Pipy[18],[19]
- 1988-1993 : Alain Jacquesson[18]
- 1993-2013 : Isabelle Ruepp[18]
- depuis 2013 : Véronique Pürro[20]